# Casa Besora
La casa Besora era un edifici situat entre l'Avinguda del Portal de l'Àngel (abans plaça de Santa Anna) i els carrers de Montsió i de Duran i Bas (antigament del Governador) de Barcelona, actualment desaparegut.

## Història

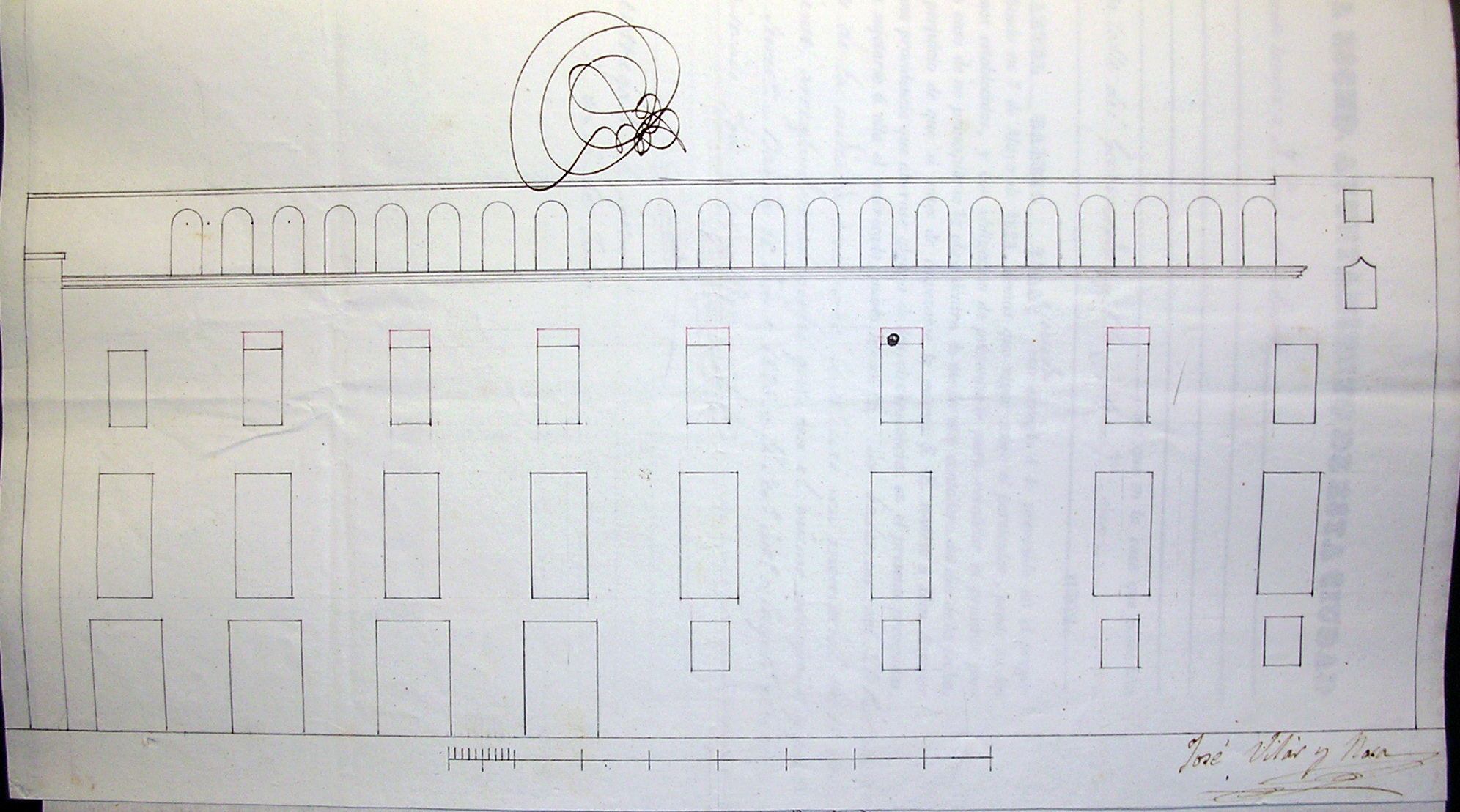
Façana a la plaça de Santa Anna

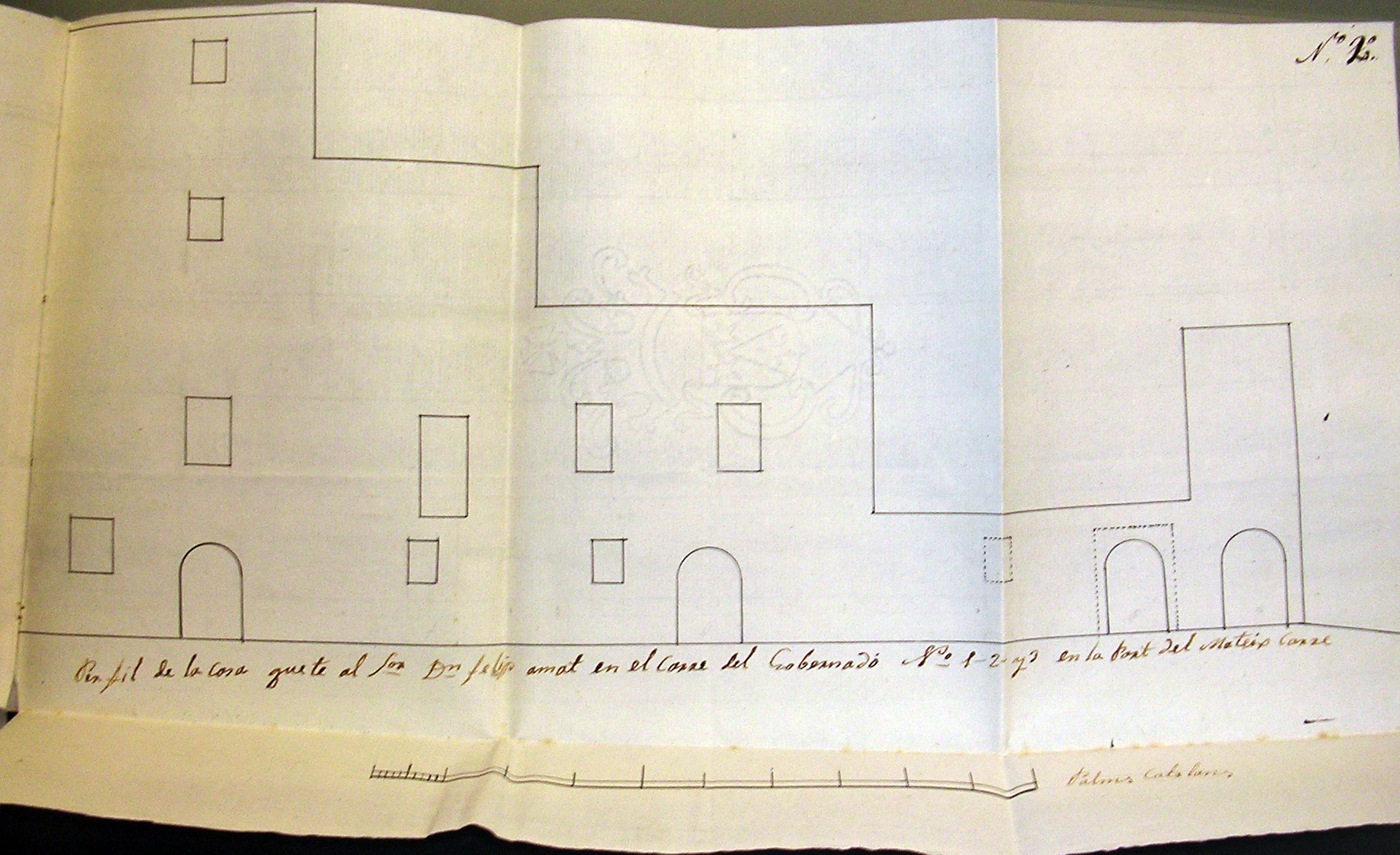
Façana al carrer del Governador

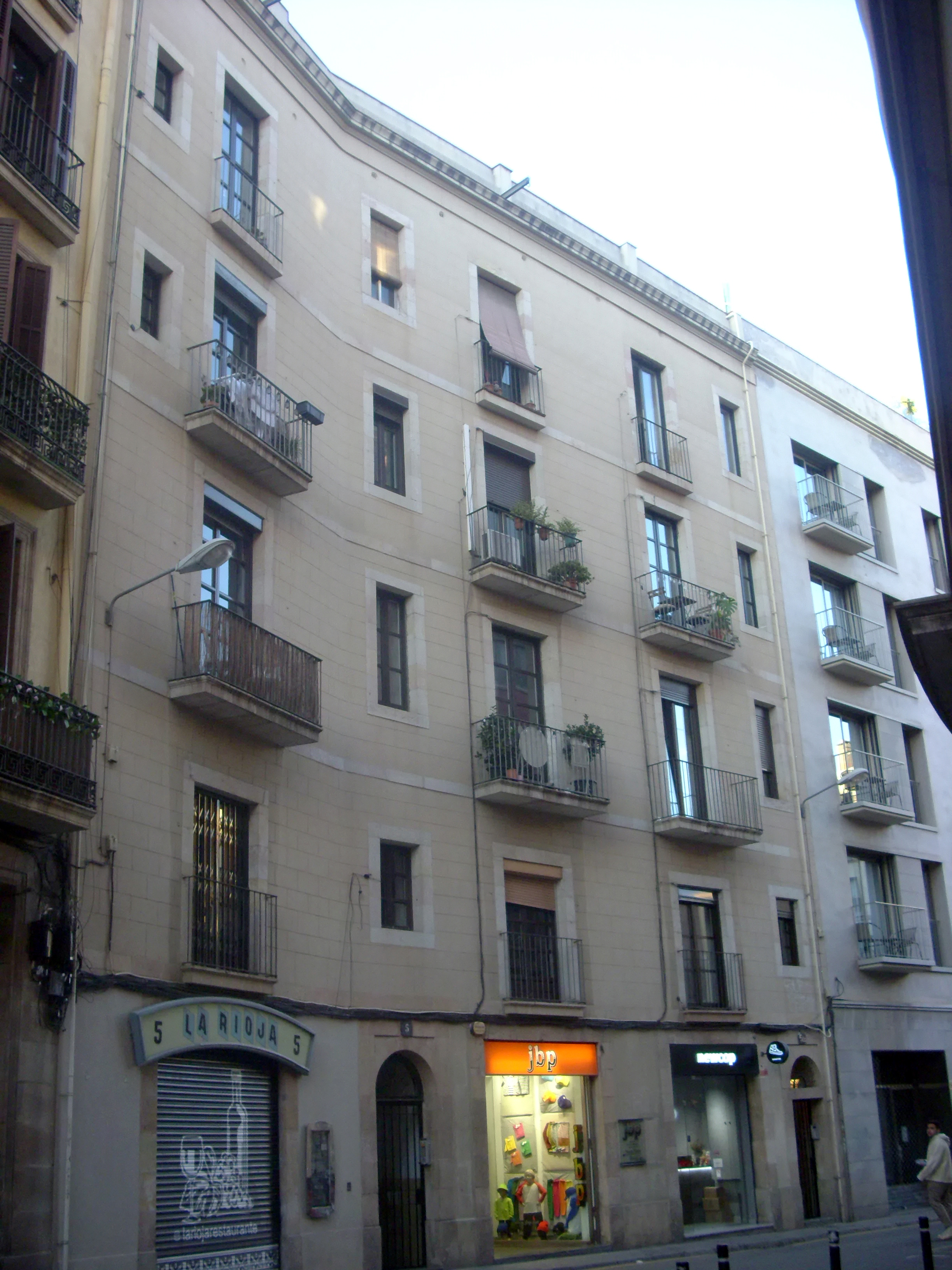
Casa de veïns del fuster Josep Picanyol (Duran i Bas, 5-5 bis)

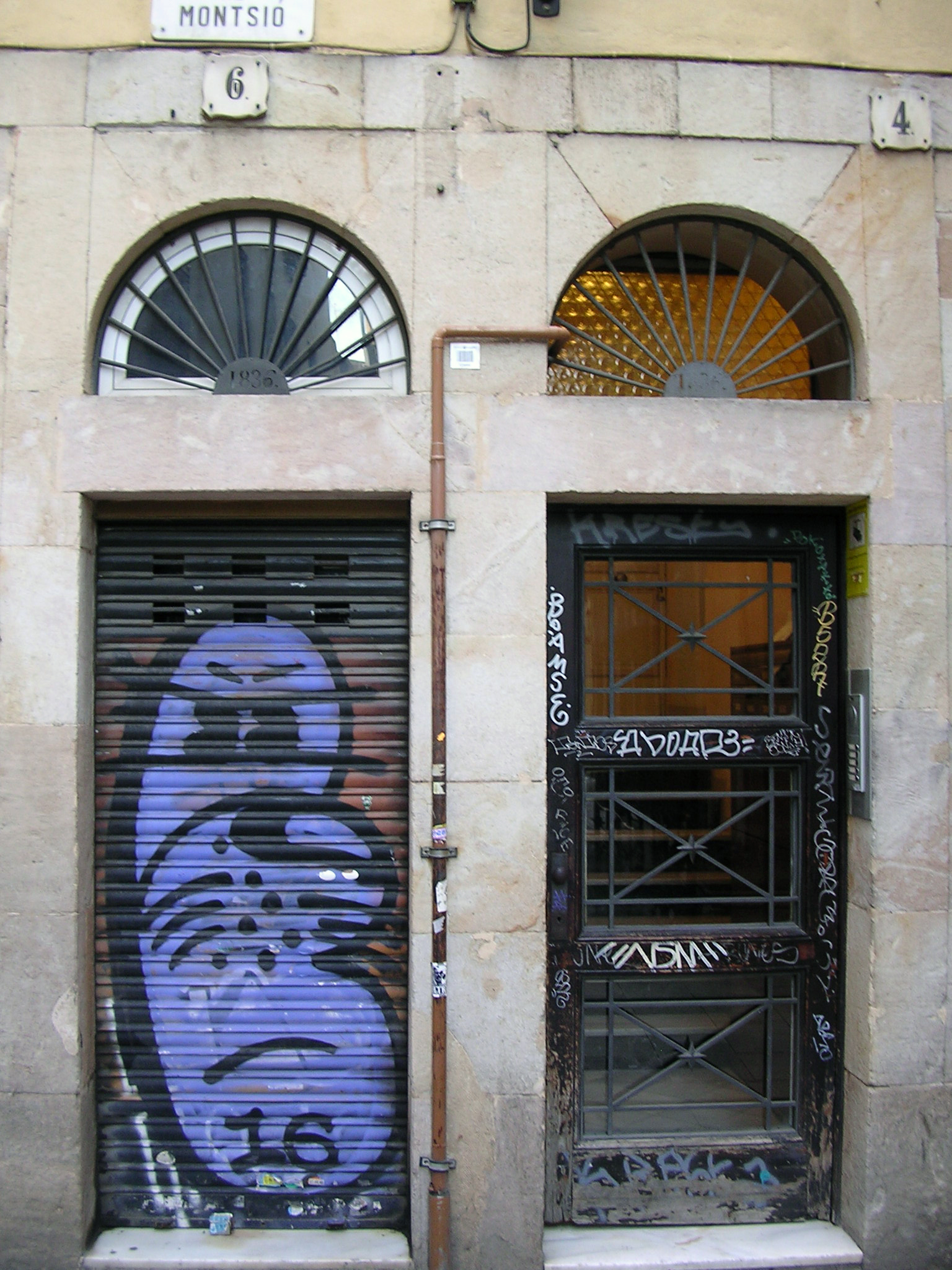
Entrades de la casa de veïns del serraller Joan Tomasino (Montsió, 4-6). Les reixes amb la data 1836 són seves

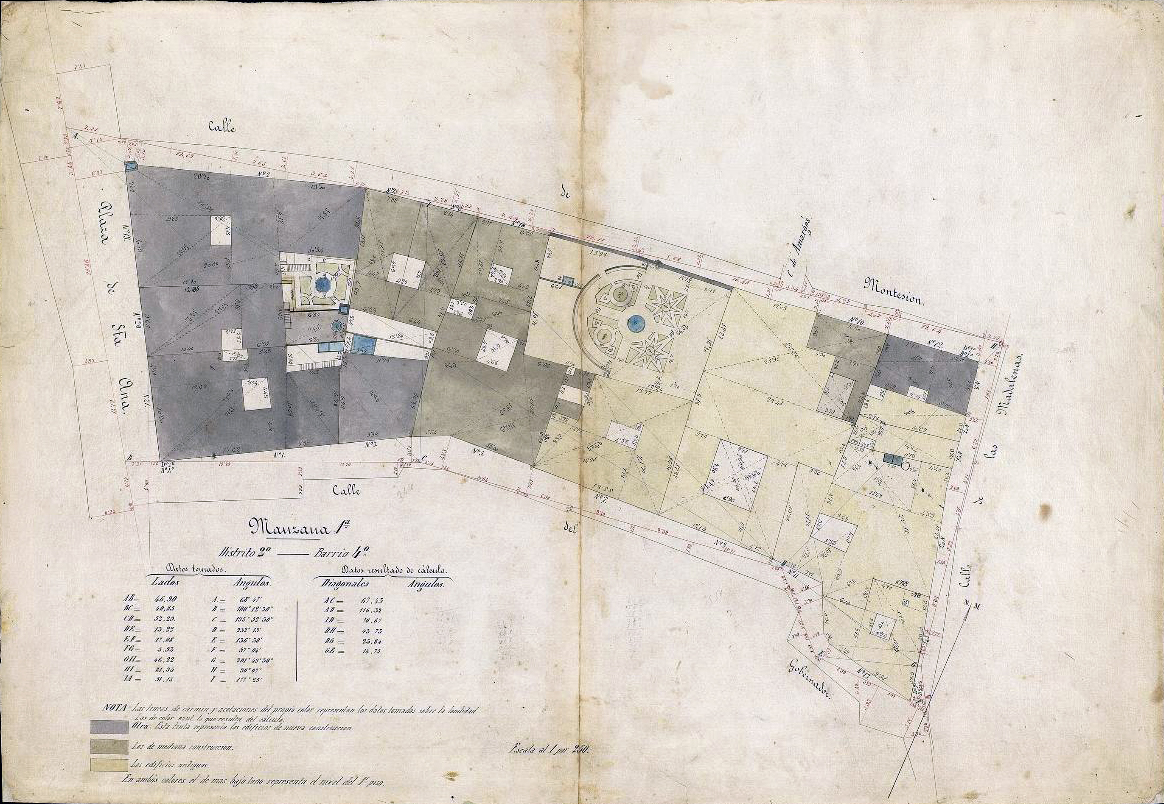
Quarteró núm. 35 de Garriga i Roca (c. 1860). Els edificis en blau provenen de la parcel·lació de l'antic casal

### Els marquesos de Besora
El 1601, Carles d'Alemany de Bellpuig i Jerònima de Malart, senyora de Sales, van vendre a carta de gràcia una casa amb hort a la plaça de Santa Anna a Lluís de Descatllar i Desbach, pel preu de 6.000 lliures barcelonines. Entre els anys 1676 i 1678, el seu fill Narcís de Descatllar i de Çarriera (1626-1707), que el 1698 va rebre de mans del rei Carles II el títol de marquès de Besora, va adquirir dues cases més del carrer del Governador (antigament del Forn Cremat o d'en Garrofer).
La seva filla i hereva Francesca de Descatllar i Desbach es va casar amb Joan de Queralt i de Xetmar (1679-1756), comte de Santa Coloma de Queralt, i l'hereu fou el seu fill Ignasi Andreu de Queralt i Descatllar (1717-1766), de qui passà a Joan Baptista de Queralt i de Pinós (1758-1803), que el 1781 hi va fer obrir una finestra al carrer del Governador.
El 28 de gener del 1771, el casal va ser l'escenari d'un concert, citat pel baró de Maldà en el seu Calaix de sastre: «ab lo motiu de ser vigília dels dies de l’Exma Sra. Condesa de Montijo, de San Francisco de Sales, nom de la Sra., se feu una gran prova de música estrepitosa en casa Besora, aon allotjaven los dits senyors, i se començá a les 8 hores del vespre. Los instruments de música, segons relació [que] adquirí d’uns i altres, eren: 2 contrabaixos, 3 o 4 violes, 12 violins, 4 trompes i aboesos, 2 jocs de timbales. I los músics penso que serien dels més escollits de les capelles. La tal música s'oia de prou lluny, no obstant de ser tancats los balcons de casa Besora, per ser en temps d’hivern.»
Entre el 1815 i el 1820, el seu fill Joan Baptista de Queralt i Silva (1786-1865) hi va fer diverses reformes a les façanes.

### Els Amat
El 25 de juliol del 1821, el comte de Santa Coloma va vendre el casal pel preu de 17.500 duros al diplomàtic i polític Felip d'Amat i de Cortada, que l'any següent va demanar permís per a fer reformes a les façanes de la plaça de Santa Anna i del carrer del Governador, segons el projecte del mestre de cases Jeroni Vidal. Segons la documentació notarial, la finca disposava d’un gran jardí amb arbres a la part posterior i estava format per cinc habitatges, dels quals el del nivell principal, amb entrada pels carrers de Montsió i del Governador, era destinat a fàbrica.
El 1825, Amat va establir en emfiteusi les dues parcel·les del carrer del Governador al fuster Josep Picanyol, que el 1828 va demanar permís per a construir un edifici de planta baixa, entresol i tres pisos (actual Duran i Bas, 5-5 bis), segons el projecte del mateix Vidal. El 1827, Amat va demanar permís per a fer reformes a la façana del carrer de Montsió.
Després de la mort de Felip d'Amat, i per a sufragar les reformes de la casa, l'abril del 1836 els seus fills Josep i Felip d'Amat i Desvalls van establir-ne en emfiteusi una altra porció amb front al carrer del Governador i jardí a la banda de Montsió al serraller Joan Tomasino, que tot seguit va demanar permís per a edificar-hi un edifici de planta baixa i quatre pisos i 80 pams de façana als actuals núms. 4-6, segons el projecte del mestre d'obres Josep Calçada. Poc després, en va fer agnició de bona fe de la resta del terreny a Joan Torras i Martí. El juny del mateix any, Josep d'Amat va demanar permís per a ampliar els balcons del segon pis a la plaça de Santa Anna, segons el projecte de l'arquitecte Josep Vilar i Roca.

### Demolició i reedificació
El 1850, els germans Felip i Josep d'Amat encarregaren als mestres d’obres Pere Cassany i Marià Tomàs un dictamen de solidesa de la finca, que en recomanava l'enderrocament i la venda de les 2/3 parts per a cobrir-ne les despeses de la reconstrucció. D'aquesta manera, els Amat establiren en emfiteusi les 2/3 parts del casal al paleta Josep Coll i Morral, amb l'obligació de construir-hi dos edificis, un en el seu propi terreny (actualment avinguda del Portal de l'Àngel, 14-16) i un altre en els dels germans Amat (actualment carrer de Duran i Bas, 1).
Posteriorment, Coll va traspassar la finca de l'actual núm. 16 al serraller Bartomeu Comas, quedant-se amb la del núm. 14. Segons les cartes de pagament atorgades pel paleta Antoni Coll i Morral (germà de Josep), el fuster Francesc Rossell, el serraller Joan Estrada, el llauner i vidrer Jaume Masgrau i el pintor Josep Parés, les obres foren acabades l'any següent, i Coll i Comas van pagar cadascú la part proporcional de l'edifici dels Amat. El 1880, Lluís Coll i Vehí, apoderat de Josep d'Amat i Desvalls, el va vendre pel preu de 45.000 duros al jurista i polític Manuel Duran i Bas, que va donar l'actual nom al carrer.